# فونتيفيروس
بلدية فونتيفيروس (بالإسبانية: Fontiveros) هي بلدية تقع في مقاطعة آبلة التابعة لمنطقة قشتالة وليون وسط إسبانيا.

## الديموغرافيا
يبلغ عدد سكان بلدية فونتيفيروس 842 نسمة عام 2011 (وفقاً للمعهد الوطني للإحصاء الإسباني).
| 1.094 | 1.023 | 982 | 936 | 897 | 882 | 842 |

## أعلام
- ديفيد غونزاليس
- يوحنا الصليب